# Bangladesh Premier League (Cricket)
Die Bangladesh Premier League ist der nationale Twenty20-Cricket-Wettbewerb in Bangladesch. Dieser wurde 2012 als Nachfolger des National Cricket League Twenty 20 eingeführt und wird nach Vorbild der Indian Premier League mit einem Franchise-System betrieben.

## Franchises
Seit der Gründung der Liga nahmen acht Franchises an der Turnierserie teil, jedoch nicht mehr als sieben gleichzeitig. Die Teams wurden am 10. Januar 2012 in einer Auktion vergeben. Zur Saison 2015/16 wechselten einige Franchises ihren Besitzer und neue Regularien über die Führungsstrukturen wurden erlassen. Damit gingen auch zahlreiche Namenswechsel der Teams einher.
| Franchise        | Heimatstadion                          | andere Bezeichnungen |
| ---------------- | -------------------------------------- | --- |
| Chittagong Kings | Zohur Ahmed Chowdhury Stadium          | Chittagong Kings (2012/13–2013/14) Chittagong Vikings (2014/15–2018/19) Chattogram Challengers(2019/20–2023/24)                                                  |
| Dhaka Capitals   | Sher-e-Bangla National Cricket Stadium | Dhaka Gladiators (2012/13–2013/14) Dhaka Dynamites (2014/15–2018/19) Dhaka Platoon (2019/20) Minister Dhaka (2022) Dhaka Dominators (2023) Durdanto Dhaka (2024) |
| Fortune Barishal | Barisal Divisional Stadium             | Barisal Burners (2012/13–2013/14) Barisal Bulls (2015) |
| Khulna Tigers    | –                                      | Khulna Royal Bengals (2012/13–2013/14) Khulna Titans (2016/17–2018/19)                                                                                           |
| Durbar Rajshahi  | –                                      | Duronto Rajshahi (2012/13–2013/14) Rajshahi Kings (2016/17–2018/19) Rajshahi Royals (2019/20)                                                                    |
| Rangpur Riders   | –                                      | Rangpur Riders (2012/13–2018/19) Rangpur Rangers (2019/20) |
| Sylhet Strikers  | Sylhet International Cricket Stadium   | Sylhet Royals (2012/13–2013/14) Sylhet Super Stars (2015/16) Sylhet Sixers (2016/17–2018/19) Sylhet Thunder (2019/20) Sylhet Sunrisers (2021/22)                 |

### Inaktive Franchises
| Franchise          | Heimatstadion | andere Bezeichnungen                                            | Teilnahmen |
| ------------------ | ------------- | --------------------------------------------------------------- | ---------- |
| Comilla Victorians | –             | Comilla Victorians (2015/16–2018/19) Comilla Warriors (2019/20) | 2015–2024  |

## Sieger
| Saison  | Finalort | Sieger             | Finalgegner        | Ergebnis                                 |
| ------- | -------- | ------------------ | ------------------ | ---------------------------------------- |
| 2012/13 | Mirpur   | Dhaka Gladiators   | Barisal Burners    | Dhaka Gladiators gewinnt mit 8 Wickets   |
| 2013/14 | Mirpur   | Dhaka Gladiators   | Chittagong Kings   | Dhaka Gladiators gewinnt mit 43 Runs     |
| 2015/16 | Mirpur   | Comilla Victorians | Barisal Bulls      | Comilla Victorians gewinnt mit 3 Wickets |
| 2016/17 | Mirpur   | Dhaka Dynamites    | Rajshahi Kings     | Dhaka Dynamites gewinnt mit 56 Runs      |
| 2017/18 | Mirpur   | Rangpur Riders     | Dhaka Dynamites    | Rangpur Riders gewinnt mit 57 Runs       |
| 2018/19 | Mirpur   | Comilla Victorians | Dhaka Dynamites    | Comilla Victorians gewinnt mit 17 Runs   |
| 2019/20 | Mirpur   | Rajshahi Royals    | Khulna Tigers      | Rajshahi Royals gewinnt mit 21 Runs      |
| 2021/22 | Mirpur   | Comilla Victorians | Fortune Barishal   | Comilla Victorians gewinnt mit 1 Run     |
| 2022/23 | Mirpur   | Comilla Victorians | Sylhet Strikers    | Comilla Victorians gewinnt mit 7 Wickets |
| 2023/24 | Mirpur   | Fortune Barishal   | Comilla Victorians | Fortune Barishal gewinnt mit 6 Wickets   |
| 2024/25 | Mirpur   | Fortune Barishal   | Chittagong Kings   | Fortune Barishal gewinnt mit 3 Wickets   |

## Abschneiden der Mannschaften
| Vorrunde (VR)      |
| Viertelfinale (VF) |
| Halbfinale (HF)    |
| Zweiter Platz (2)  |
| Turniersieger (1)  |

| Team               | 2012/13 | 2013/14 | 2015/16 | 2016/17 | 2017/18 | 2018/19 | 2019/20 | 2021/22 | 2022/23 | 2023/24 | 2024/25 |
| ------------------ | ------- | ------- | ------- | ------- | ------- | ------- | ------- | ------- | ------- | ------- | ------- |
| Fortune Barishal   | 2       | VR      | 2       | VR      |         |         |         | 2       | VF      | 1       | 1       |
| Chittagong Kings   | VR      | 2       | VR      | VF      | VR      | VF      | HF      | HF      | VR      | VF      | 2       |
| Comilla Victorians |         |         | 1       | VR      | HF      | 1       | VR      | 1       | 1       | 2       |         |
| Dhaka Capitals     | 1       | 1       | VF      | 1       | 2       | 2       | VF      | VR      | VR      | VR      | VR      |
| Durbar Rajshahi    | HF      | VF      |         | 2       | VR      | VR      | 1       |         |         |         | VR      |
| Khulna Tigers      | HF      | VR      |         | HF      | VF      | VR      | 2       | VF      | VR      | VR      | HF      |
| Rangpur Riders     |         | VR      | HF      | VR      | 1       | HF      | VR      |         | HF      | HF      | VF      |
| Sylhet Strikers    | VR      | HF      | VR      |         | VR      | VR      | VR      | VR      | 2       | VR      | VR      |